# L'anarchico che venne dall'America
L'anarchico che venne dall'America è un saggio storico del giornalista e storico Arrigo Petacco, pubblicato per la prima volta nel 1969, riguardante la storia di Gaetano Bresci e del complotto per uccidere Umberto I.
Fu ripubblicato, nel 2001, in "Oscar Storico Mondadori".
Il saggio è un resoconto storico-politico dell'assassinio di Re Umberto I a Monza, avvenuto il 29 luglio 1900, e dell'arresto, processo e detenzione dell'assassino, Gaetano Bresci, nel penitenziario di Santo Stefano (Ventotene).